# Домбровський Броніслав Олександрович
Домбровський Броніслав Олександрович (нар. 18 січня 1885, Єлисаветград, Херсонська губернія, Російська імперія — 16 липня 1973, Алмати, Казахська РСР, СРСР) — радянський зоолог, морфолог, академік АН КазРСР (1954), доктор біологічних наук (1936), професор (1930), заслужений діяч науки та техніки Казахської РСР (1945). Засновник школи морфологів Казахстану.

## Біографія
У 1912 році закінчив Київський університет. Залишився там працювати спочатку лаборантом, потім — помічником, пізніше був старшим викладачем.
1924 року став завідувачем кафедри Київського ветеринарно-зоотехнічного інституту.
1929 року переїхав до Алма-Ати і завідував кафедрою Алма-Атинського зооветеринарного інституту до 1954 року. Одночасно у 1937—1939 pp. працював завідувачем кафедри порівняльної морфології тварин Казахського державного університету імені С. М. Кірова.
З 1954 до 1969 року завідував кафедрою зоології в Казахському університеті. Потім був професором кафедри зоології (1969) професором-консультантом кафедри зоології (1970), був засновником зоологічного музею в Казахському державному університеті.
Помер 16 липня 1973 року, похований на Центральному цвинтарі Алмати.

## Основні наукові роботи
Дослідник порівняльної анатомії дихальної, нервової, судинної систем хребетних та безхребетних тварин, проблем еволюційної морфології.
- Основные начала синтетической зоологии. — Алма-Ата, 1968.
- О закономерностях развития биологической мысли. — Алма-Ата, 1965.
- Сравнительная морфология животных и синтетическая зоология. — Алма-Ата, 1982.
- К сравнительной характеристике познавательных направлений в современной биологии. Некоторые вопросы теоретической и прикладной биологии. — Алма-Ата, 1967.